# Athetis melanopis
Athetis melanopis là một loài bướm đêm trong họ Noctuidae.